# Prinsessan Sukeko
Prinsessan Sukeko, född 1147, död 1216, var en japansk prinsessa, kejsarinna 1182-87. Hon var kejsarinna i egenskap av hedersmoder åt sina brorsöner kejsar Antoku och kejsar Go-Toba. 